# Société de radio et de télévision du Bénin

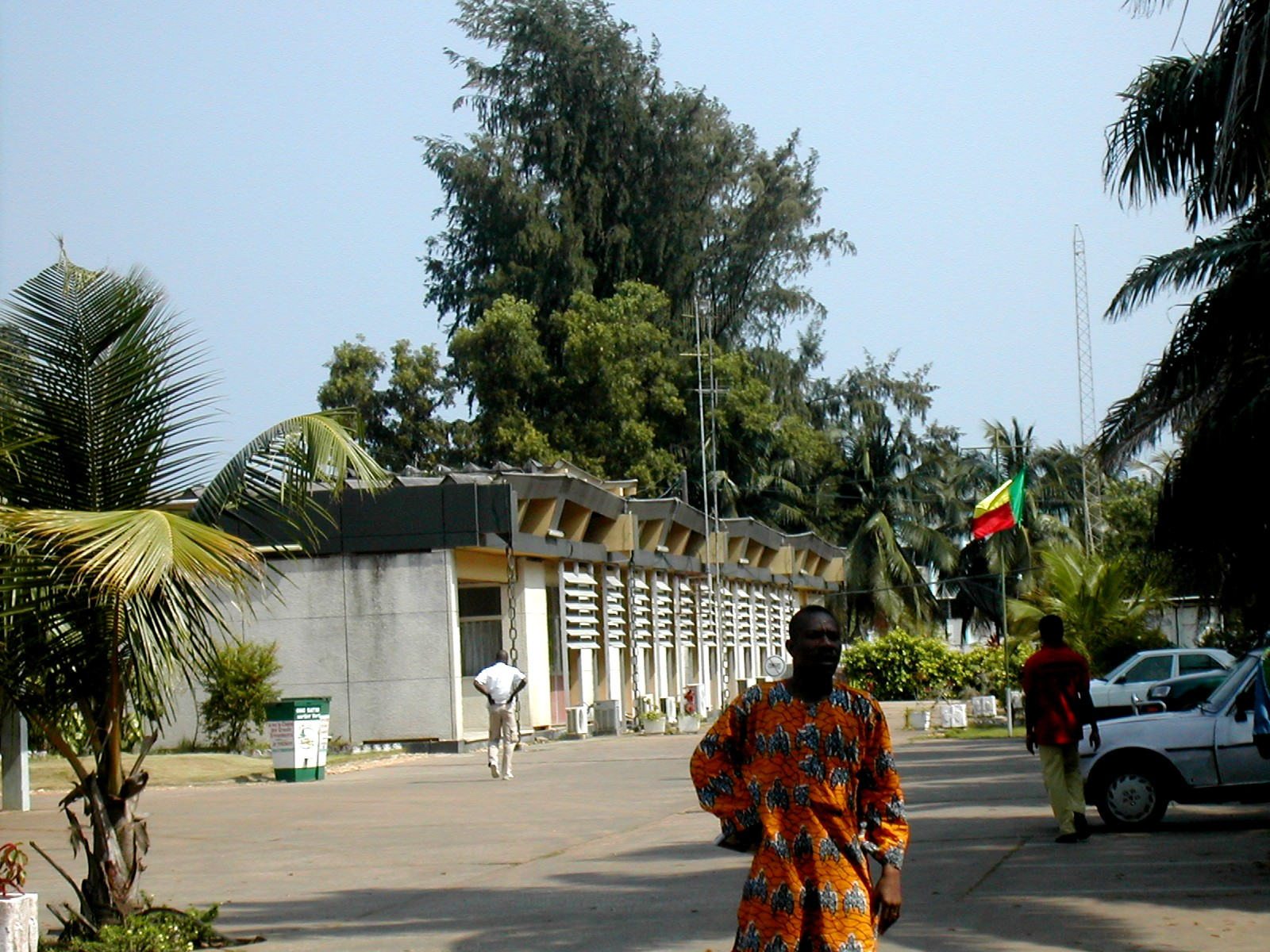
Le bâtiment de l'ORTB à Cotonou.

La société de radio et de télévision du Bénin (SRTB) est le service public de médias audiovisuel du Bénin. Elle est le fruit de la fusion de l'office de radiodiffusion et télévision du Bénin (ORTB) et du centre multimédia des adolescents et des jeunes du Bénin (CMAJB). La SRTB a son siège à Cotonou, sur le site de l'ex-ORTB.

## Histoire

### Office de radiodiffusion et télévision du Bénin
Le gouvernement dahoméen créé l'Office de radiodiffusion et de télévision du Dahomey (ORTD) par la loi 72-43 du 20 octobre 1972 dont la structure et le fonctionnement sont calqués sur l'ORTF. Entre-temps, le pays change de nom pour devenir le Bénin. La dénomination de l’établissement s’adapte à ce changement et devient l’Office de radiodiffusion et télévision du Bénin (ORTB) par l'ordonnance 75-43 du 21 juillet 1975.
Au lendemain de la création de la télévision le 30 décembre 1978, l'ordonnance 79-12 du 23 mars 1979 la fusionne à sa sœur aînée la radio. Ces textes seront complétés par la loi no 81-012 du 10 octobre 1981.
Le statut juridique de l’ORTB n’est pas resté insensible aux soubresauts de l’univers politique béninois. En 1990, le pays précédemment sous parti unique, a fait le choix du multipartisme et a adopté le régime de la démocratie pluraliste. Ainsi, l’arrêté n° 003/MCC/CAB/SP6C du 19 janvier 1994 vient définir les attributions de l’ORTB. Plus tard le décret no 99-315 du 21 août 1999 consacre l’office comme un établissement public à caractère social, scientifique et culturel doté de la personnalité morale et de l’autonomie financière. La Haute Autorité de l’Audiovisuel et de la Communication est l’une des institutions républicaine dont s’est doté le nouveau régime démocratique. La loi organique no 92-021 du 21 août 1992 relative à cette institution s’applique aussi à l’Office. Par la suite, l’ORTB est régi par le décret 252-2005 du 6 mai 2005.

### Société de radio et de télévision du Bénin
La SRTB voit le jour en conseil des ministres du 8 novembre 2023, créée par Décret n°2023 - 582. Elle est la résultante de la fusion de l'ex-Office de radiodiffusion et de télévision du Bénin avec Ado TV / Ado FM qui étaient sous l'égide du Centre multimédia des adolescents et des jeunes du Bénin,,. 
Après sa création en 2023, c'est le 6 avril 2025, que le nouveau groupe de l'audiovisuel public béninois a effectué son lancement médiatique. Cette naissance sur les ondes a consisté principalement au dévoilement de la nouvelle identité et des nouveaux programmes des télés et radios du groupe SRTB. 

## Attributions et missions
Le rôle principal de la société de radio et de télévision du Bénin est d'assurer l'organisation et la gestion des 7 médias audiovisuels du service public béninois soit 3 télévisions et 4 radios,. La SRTB assure l'édition des programmes de communication audiovisuelle du service public et autres activités connexes. A ce titre, elle est chargée, à travers ses organes de presse :  
- de concevoir et d'éditer des émissions d'information générale et des programmes de radiodiffusion télévisuelle destinés au public, répondant aux objectifs politiques, économiques et socioculturels de l'Etat béninois, en conformité avec les lois et règlements en République du Bénin ,
- de produire, de coproduire, d'acquérir, d'échanger et de programmer des émissions de radiodiffusion et de télévision destinées au public sans distinction de race, de culture, de sexe et de religion
- de générer des revenus publicitaires,
- d'offrir toutes prestations, assistance ou coopération en matière de radiodiffusion et de télévision ,
- de réaliser toutes opérations commerciales, financières, mobilières et immobilières, pouvant se rattacher directement ou indirectement à l'objet ci-dessus ou à tous objets similaires ou connexes, de nature à favoriser son extension ou son développement.

## Médias
La Société regroupe en son sein les radios et télévisions de service public du Bénin. Elles sont au nombre de sept (7) : 

### Radio
- Radio Bénin : chaîne de radio nationale couvrant tout le territoire
- Radio Parakou : antenne régionale créée en 1983 à destination du nord du Bénin et d'une partie du centre
- Kiff FM : station de radio jeunesse et musicale à l'endroit des auditeurs de Cotonou et environs.
- Radio Bénin Alafia: station couvrant tout le territoire et émet exclusivement en langues nationales (18) représentatives du pays.

### Télévision

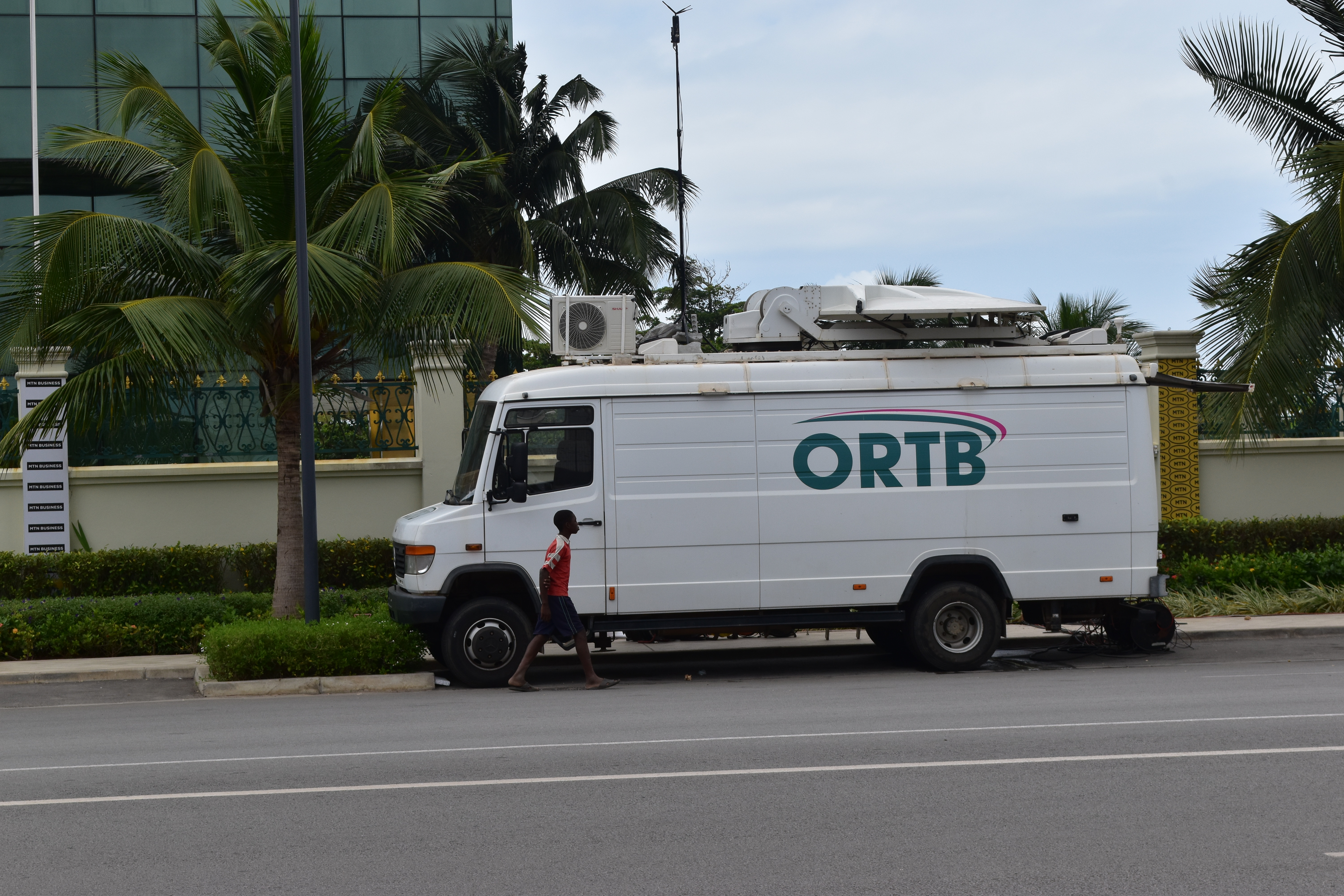
Véhicule de mission de l'ORTB

- Véhicule de mission de l'ORTB Bénin TV  : chaîne télévision publique nationale, télé généraliste couvrant le territoire
- Bénin TV Junior (BB24) : chaîne de télévision spécialisé enfants et ados
- Bénin TV Alafia : chaîne de télévision publique nationale en langues nationales du Bénin.